# リッカルド・ガリョーロ
- リッカルド・ガリオーロ

リッカルド・ガリョーロ（Riccardo Gagliolo、1990年4月28日 - ）はイタリア・インペリア出身のサッカー選手。ポジションはDF。USサレルニターナ1919所属。スウェーデン代表。

## 経歴

### クラブ
2012年夏、トライアル後にカルピFCと契約を結んだ。2013年8月24日のテルナーナ・カルチョ戦でセリエBデビューを果たす。
2019年2月、パルマ・カルチョ1913と2022年まで契約を延長した。
2021年8月31日、USサレルニターナ1919に2023年までの2年契約で加入した。

### 代表
スウェーデン人の母親を持ち、自身はサッカースウェーデン代表でプレーしたいという願望を持っていたが、2019年に母親の国籍を行使してスウェーデン代表に初招集。11月のフェロー諸島戦で初出場した。